# Villa Fanna
Ne pas confondre avec Fanna.
 (septembre 2016).
Si vous disposez d'ouvrages ou d'articles de référence ou si vous connaissez des sites web de qualité traitant du thème abordé ici, merci de compléter l'article en donnant les références utiles à sa vérifiabilité et en les liant à la section « Notes et références ».
La Villa Fanna est une construction de style stile Liberty, l'Art nouveau italien, située au Lido de Venise.

## Situation
Construit aux abords de la Gran Viale Santa Maria Elisabetta, l'immeuble est situé au 43-45-47 de cette rue et longe également la via Perasto, ainsi que la via Negroponte.

## Historique
L'architecte Giovanni Sardi, auteur du bâtiment en 1902, le réalisa pour le compte de Guido Fanna.
La villa fut également appelée villa Chiara à un moment de son existence.

## Description
La villa, de style éclectique avec des éléments classiques, ressemble à un bâtiment massif et mal articulé, très différent des autres œuvres de Sardi.
L'architecte y exprime une rigueur et un sérieux, presque par contraste avec le plan irrégulier ; aucune solution audacieuse, mais une statique décente et pas très expressive[pas clair].
La tradition classique est présente dans l'ouverture de trois lobes avec un pignon au premier étage. Le fer forgé utilisé dans la clôture (aujourd'hui disparue), à la porte et sur les balcons allège l'impression bourgeoise que donne la villa.
La villa abrite aujourd'hui des appartements et des commerces au rez-de-chaussée.

## Voir aussi

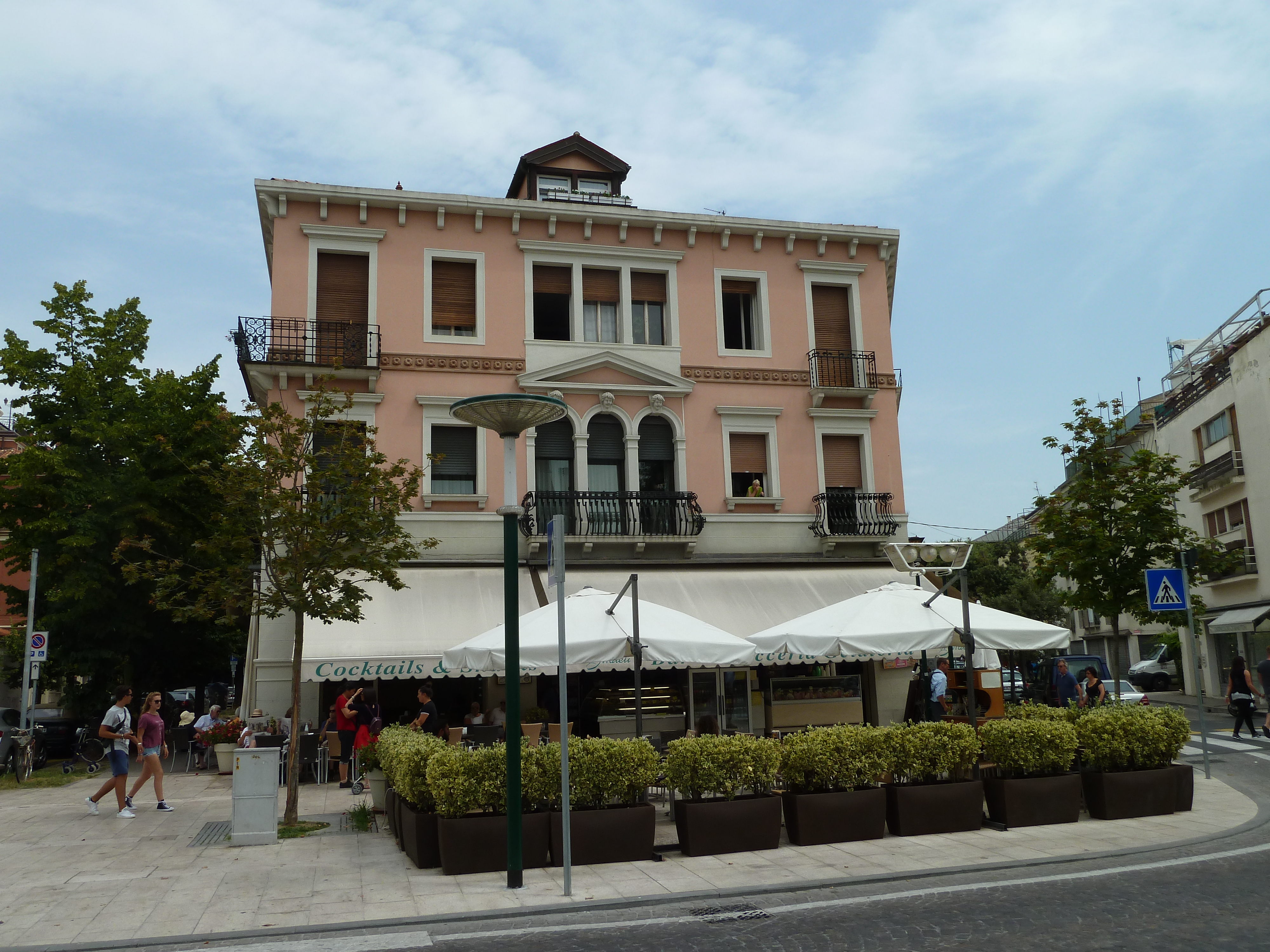
Villa Fanna, Lido (Venise).